# Emilio Attard
Pour les articles homonymes, voir Attard.
Emilio Attard Alonso, né le 8 avril 1915 à Valence et mort le 16 décembre 1997 à Rocafort, est un avocat et homme politique espagnol.

## Biographie
Idéologiquement proche d'Ángel Herrera Oria et ami de Lluís Lúcia i Lúcia, il milite dans la Droite régionale valencienne et rejoint l’armée républicaine durant la guerre civile. Un de ses frères est fusillé par les nationalistes à Nules. La guerre terminée la charge notariale lui est interdite ; il ouvre un cabinet d'avocats. Il est doyen du Collège d'avocats de Valence entre 1962 et 1968.
Membre de l'Asociación Católica Nacional de Propagandistas, il entre en politique en 1975 et fonde le Parti populaire régional valencien, qui intègre rapidement l'Union du centre démocratique. Il défend une option catholique proche de la bourgeoisie.
Aux élections générales de 1977 et de 1979, il remporte un siège de député pour Valence, est président de la Commission constitutionnelle et vice-président du Congrès des députés. Il est alors l'un des principaux dirigeants de la droite valencienne avec Fernando Abril Martorell.
Il se retire ensuite de la politique et est conseiller d'État (1982-1985), professeur de Droit politique et docteur honoris causa de l'Université polytechnique de Valence en 1993.

## Distinctions
- Grand-croix de l'ordre d'Isabelle la Catholique

## Œuvres
- Vida y muerte de UCD (1983)
- La constitución española por dentro
- Diccionario ideológico político de la transición: 60 años en las provincias (1995)